# Askatin
Askatin († vor 1278) war ein in Norwegen tätiger Geistlicher und Diplomat. Nach Tätigkeit als Kanzler von König Magnus Håkonsson war er seit 1270 Bischof von Bergen.
Askatin war wahrscheinlich kein Norweger. Vermutlich stammte er aus England, denn in einer um 1640 erstellten Kopie einer Urkunde aus dem 14. Jahrhundert wird er als Anglus bezeichnet. Vermutlich spätestens Ende der 1240er Jahre diente Askatin am Hof von König Håkon Håkonson.  1250 gehörte er der norwegischen Gesandtschaft an, die zum römisch-deutschen Kaiser Friedrich II. gesandt wurde. Der Kaiser starb jedoch, bevor die Gesandtschaft ihn erreicht hatte. Von 1260 bis 1261 war er an den Verhandlungen über die Heirat des Thronfolgers Magnus mit der dänischen Königstochter Ingeborg beteiligt. Während des Kriegs mit Schottland begleitete er 1263 den König auf dessen Feldzug zu den westschottischen Inseln. Nach dem Scheitern des Feldzugs und dem Tod des Königs im Dezember 1263 reiste Askatin im Frühjahr 1264 zusammen mit Bischof Henrik von Orkney von den Orkneyinseln zu Verhandlungen nach Schottland. Als Kanzler von König Magnus besiegelte er im Juli 1266 den Frieden von Perth, der den Krieg mit Schottland beendete. Damit gilt er als erster bekannte Kanzler eines norwegischen Königs. 1269 handelte er mit dem englischen König Heinrich III. ein Friedens- und Handelsabkommen aus. 1270 wurde er schließlich Bischof der norwegischen Diözese Bergen. Als Bischof legte er das Amt des Kanzlers nieder, doch er gehörte weiter zu den engsten Ratgebern des Königs. Auf seinen Rat hin stiftete der König 1271 ein Domkapitel für die nahe der Burg Bergenhus gelegene Apostelkirche in Bergen. 1274 nahm Askatin am Zweiten Konzil von Lyon teil. Er starb kurz vor 1278.